# Послание Ивана Грозного Яну Ходкевичу
Послание русского царя Ивана Грозного литовскому гетману Яну Ходкевичу было написано в 1577 году и отправлено из Вольмара с князем Александром Полубинским. Письмо традиционно включают в сборники сочинений царя.

## Контекст и содержание
Ян Ходкевич принадлежал к числу наиболее влиятельных магнатов Великого княжества Литовского. В качестве гетмана Ливонии он участвовал в войне с Русским царством. Во время «бескоролевья» 1574—1576 годов Ходкевич тайно обещал русским послам поддержать кандидатуру Ивана Грозного в короли Речи Посполитой, но московский посланник Новосильцев заподозрил его в неискренности. В 1577 году, во время удачного похода по Южной Ливонии, царь решил передать гетману письмо с отпущенным из плена в Вольмаре князем Александром Полубинским (вместе с письмом Тетерину и рядом других посланий).
В письме Иван IV отдаёт должное храбрости адресата, проявленной в ходе Ливонской войны, но при этом демонстрирует гордость своими победами и предлагает гетману задуматься о мире. 